# Уверенность в себе
Увере́нность в себе́ — свойство личности, ядром которого выступает позитивная оценка индивидом собственных навыков и способностей, как достаточных для достижения значимых для него целей и удовлетворения его потребностей. Уверенность в себе как основу адекватного поведения следует отличать от самоуверенности. Является противоположностью неуверенности в себе.
Основой для формирования уверенности в себе служит достаточный поведенческий репертуар, позитивный опыт решения социальных задач и успешного достижения собственных целей (удовлетворения потребностей). Для формирования уверенности в себе важен не столько объективный жизненный успех, социальный статус, деньги и т. п., сколько субъективная позитивная оценка результатов собственных действий и оценки, которые следуют со стороны значимых людей. Позитивные оценки наличия, «качества» и эффективности собственных навыков и способностей определяют социальную смелость в постановке новых целей и определении задач, а также инициативу, с которой человек берётся за их выполнение.
Общая уверенность в себе представляет собой позитивную оценку собственных навыков и способностей и очень близка по смыслу концепту общей самоэффективности Альберта Бандуры.
Социальная смелость является противоположностью социальным страхам и выражается в позитивном эмоциональном фоне, сопровождающем любые, в том числе и новые, социальные контакты. Инициатива в контактах заключается в готовности к такого рода контактам.
По мнению Н. И. Козлова, уверенность в себе включает три основные составляющие:
- чувство уверенности (ощущение силы, права и правоты),
- уверенное поведение, демонстрирующее силу и характерное для людей с сильной позицией,
- решительность (уверенное принятие и определённость в решениях, решимость).

## Примечание
1. ↑  Н.И. Козлов. Уверенность в себе - Психологос. psychologos.ru (1 января 2013). Дата обращения: 19 августа 2023. Архивировано 19 августа 2023 года.